# نیاخزندگان
نیاسوسمارسانان (یا پرولاسرتیفورم‌ها نام علمی: Prolacertiformes)، یک راسته از شاه‌خزنده‌ریختان ابتدایی که در طول دوران پرمیان و تریاس زندگی می‌کردند. به نظر می‌رسد این گونه خود را با سبک زندگی درختی تطبیق داده‌اند (شامل شاروویپتریکس و تانیستروپئوس)، گردن بیش از حد سفت و بلندی داشتند (شاید قبلاً ماهی شکار می‌کردند.) و ممکن است تا حدی آبزی بودند.

## طبقه‌بندی
- راستهٔ پیش‌سوسمارسانان  Prolacertiformes
  - جویندوسور
  - خانوادهٔ Protorosauridae
    - پروتوروسور

  - خانوادهٔ پیش‌مارمولکان
    -  Kadimakara 
    - پاملاریا
    - پیش‌مارمولک‌ها

  - ژساییروسور
  - مالریسور
  - درازدرشت‌نی
  - لانگوباردیسور
  - Boreopricea
  - کوسسور
  - خانوادهٔ Sharovipterygidae
    - شاروف‌بال

  - خانوادهٔ Tanystrophidae
    - تانیتراکلوس
    - پروسروسور
    - دینوسفالوسور